# Ybycuí
Ybycuí è un centro abitato del Paraguay; è situato nel dipartimento di Paraguarí, ad una distanza di circa 123 km dalla capitale del paese, Asunción, e forma uno dei 17 distretti del dipartimento.

## Popolazione
Al censimento del 2002 la località contava una popolazione urbana di 4.630 abitanti (20.887 nel distretto).

## Caratteristiche
Località natale del generale Bernardino Caballero, presidente del Paraguay dal 1880 al 1886, Ybycuí è considerata la zona di maggior produzione agricola del proprio dipartimento.

## Parque Nacional Ybycuí
All'interno del distretto il Parque Nacional Ybycuí è considerato uno dei luoghi turisticamente più attraenti del Paraguay. Al suo ingresso si trova la fonderia La Rosada, in cui un tempo si fabbricavano armi e strumenti agricoli; oggi, restaurata, è stata trasformata in un museo. All'interno dei 5.090 ettari del parco si trovano torrenti limpidi, spiagge fluviali e una ventina di cascate; la più famosa di queste è il Salto Mina, vicino al quale esiste un'attrezzata area di campeggio.